# Víctor Rodríguez (cầu thủ bóng đá Andorra)
Víctor Rodríguez Soria (sinh ngày 7 tháng 9 năm 1987) là một cầu thủ bóng đá Andorra thi đấu ở vị trí hậu vệ cho FC Santa Coloma. Rodríguez ra mắt quốc tế năm 2008.
Ngày 6 tháng 9 năm 2015, trong thất bại 3–0 trên sân khách trước Bosna và Hercegovina ở Vòng loại UEFA Euro 2016, Muhamed Bešić ném kẹo cao su vào Rodríguez, anh đáp trả lại; và cả hai đều phải nhận thẻ đỏ trực tiếp.